# Moline Acres
Moline Acres est une ville de la proche banlieue de Saint-Louis, dans le comté de Saint-Louis, dans le Missouri, aux États-Unis,. Située au nord-est du comté, elle est incorporée en 1949.

## Démographie
Lors du recensement de 2010, la ville comptait une population de 2 442 habitants. Elle est estimée, en 2016, à 2 406 habitants.